# 格雷斯海姆圣马加利大圣殿
圣马加利大圣殿（德語：Basilika St. Margareta）是一座罗马天主教堂区教堂、宗座圣殿，位于德国杜塞尔多夫的格雷斯海姆区。1805年以前原是格雷斯海姆修道院（Stift Gerresheim）的教堂。修道院创建于9世纪，是天主教科隆总教区最古老的教会基础之一。
大约在919年，匈牙利人入侵格格雷斯海姆。970年祝圣了重建的新教堂。1236年，教堂建成并祝圣。1805年12月2日，巴伐利亚国王马克斯下令世俗化，1806年3月23日修道院解散。院长将修道院移交给贝尔格大公国的官员。 修道院教堂改为堂区教堂（圣马加利大堂）。

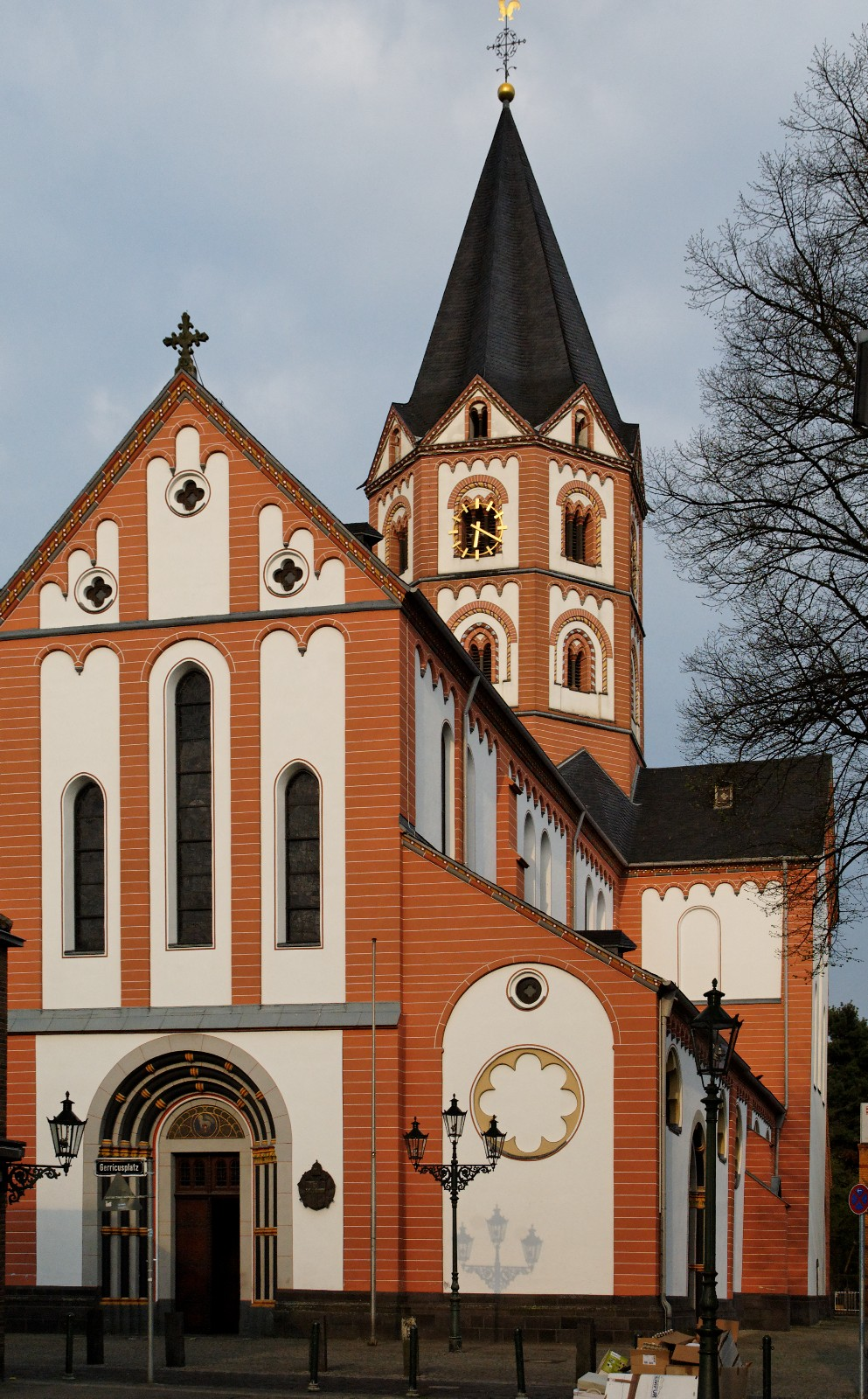
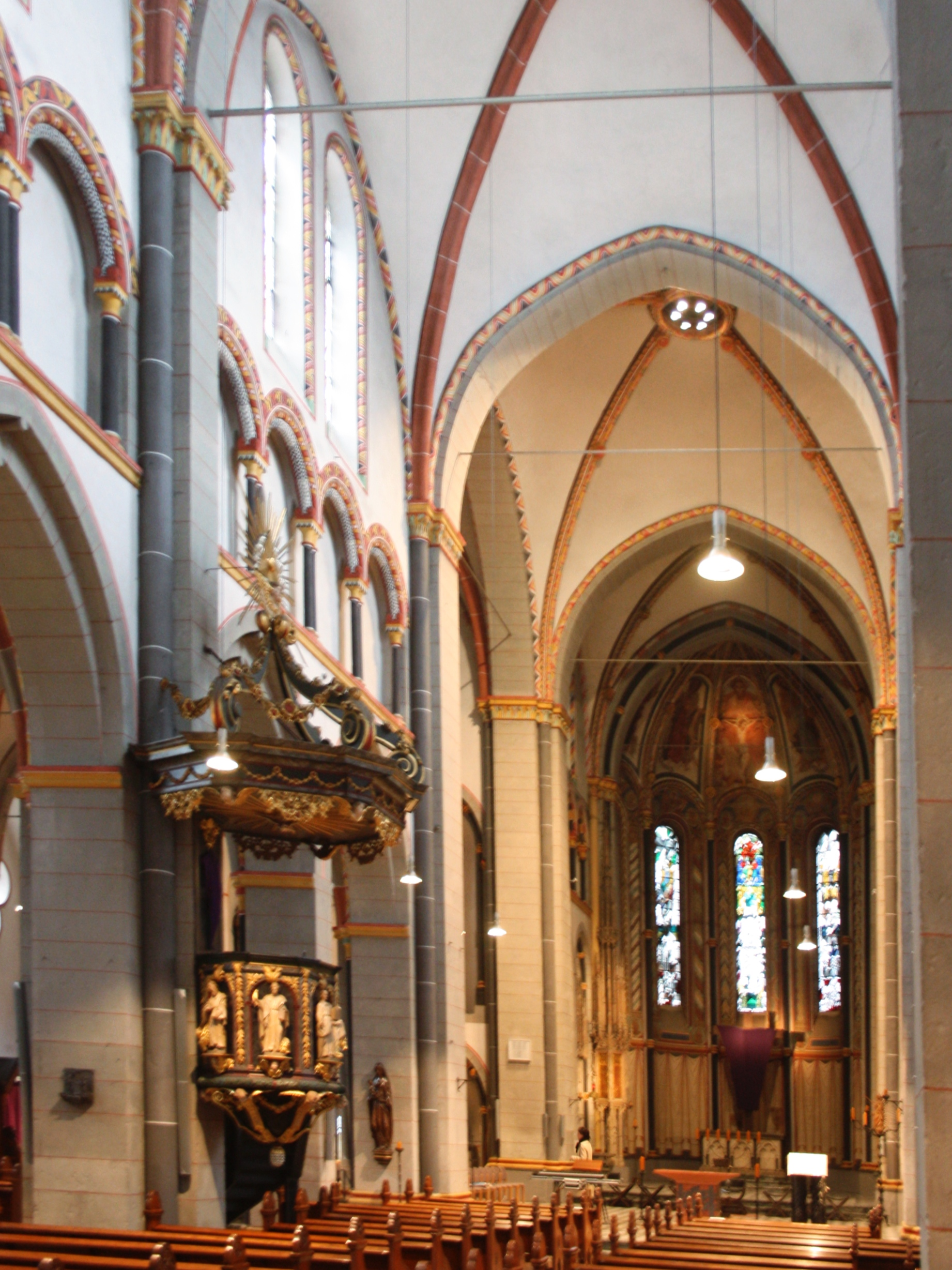
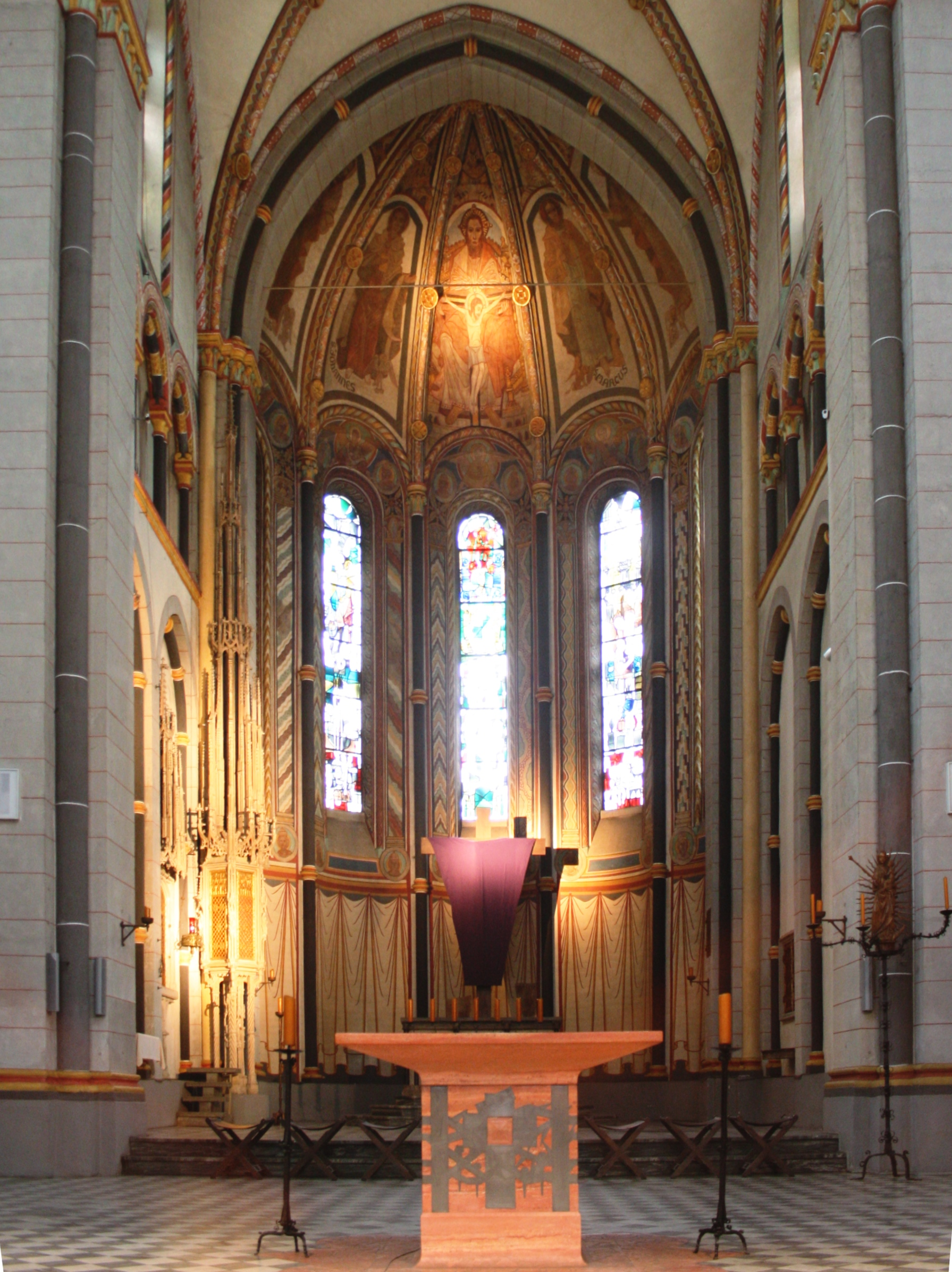
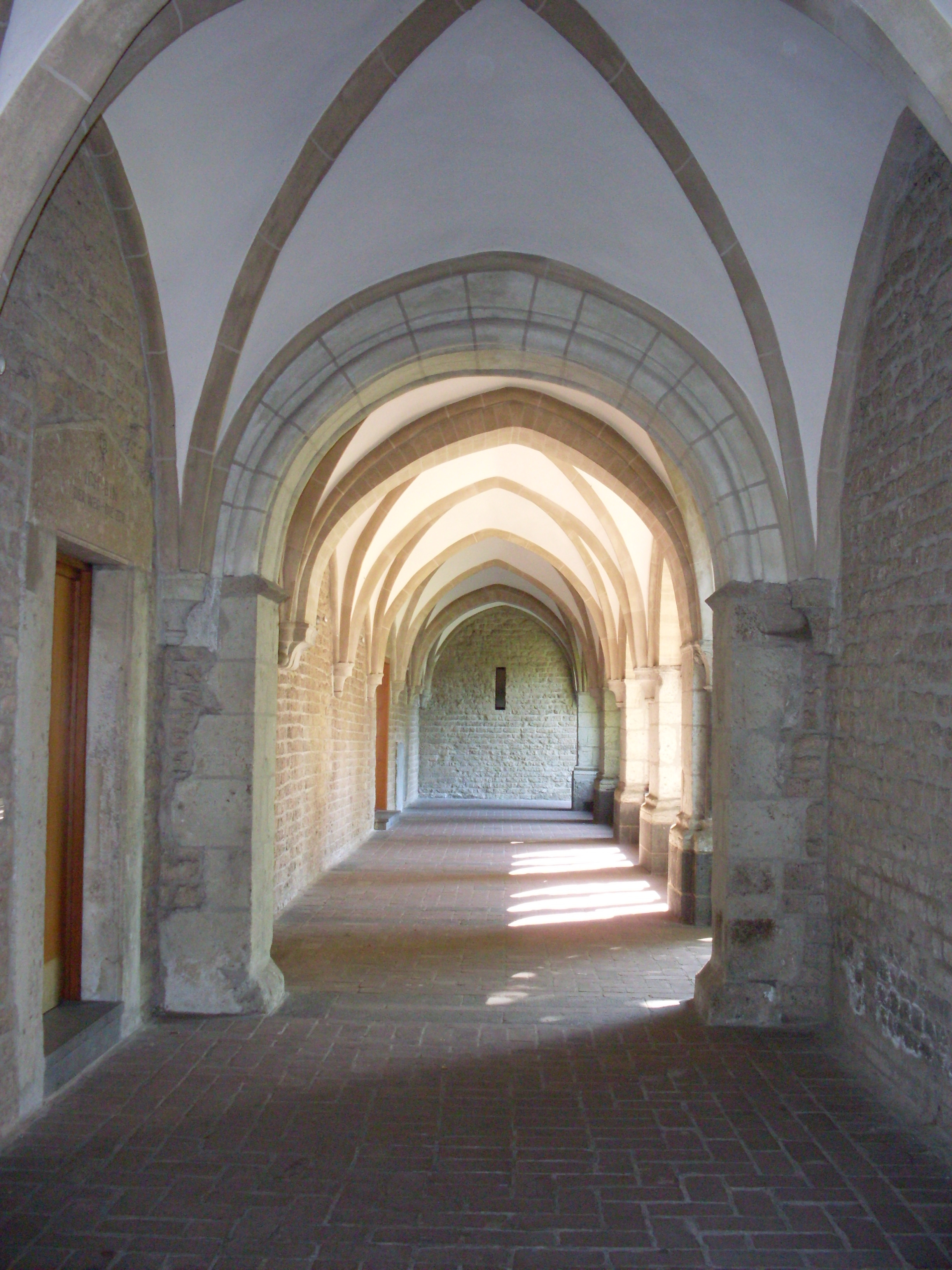
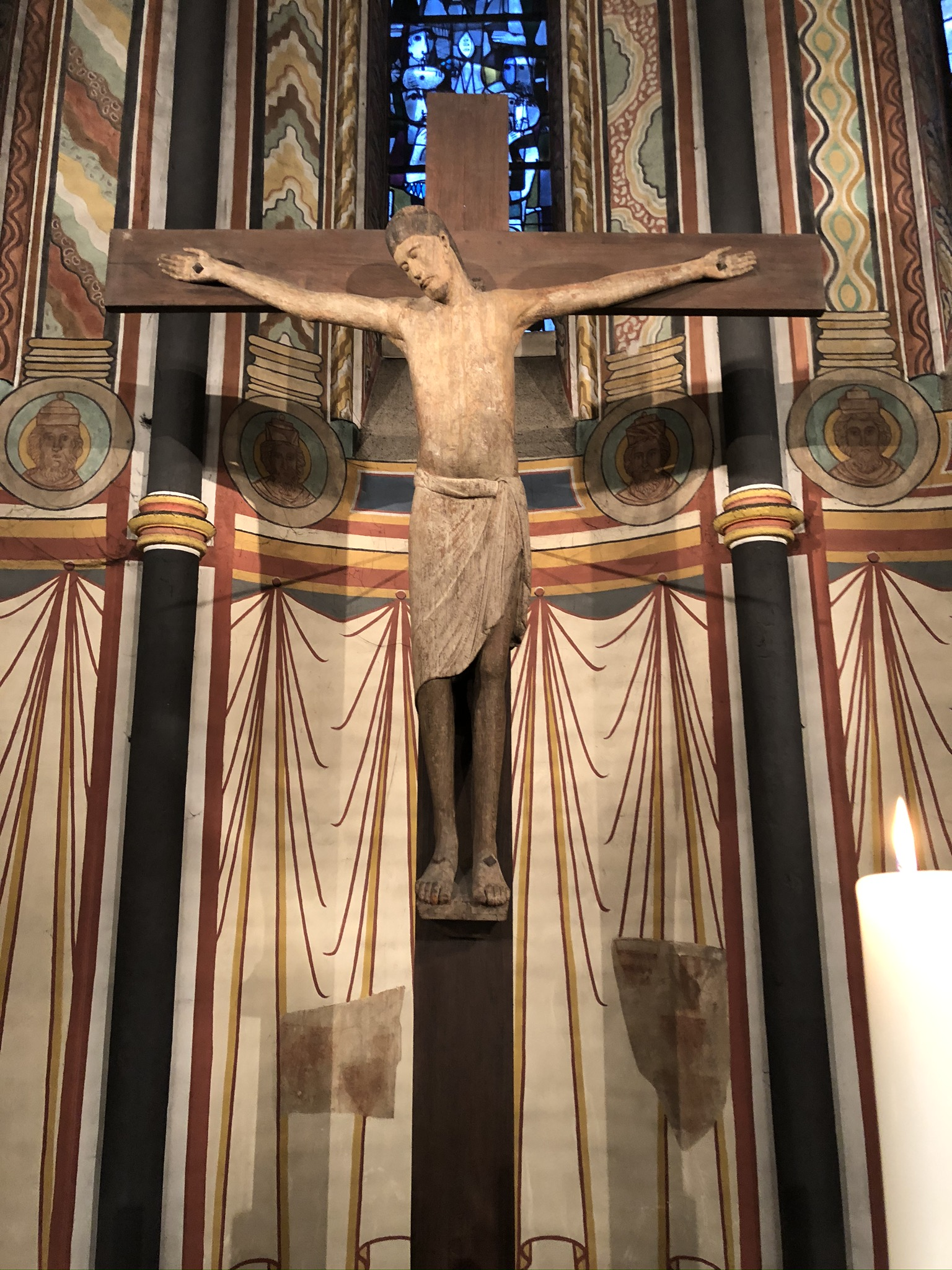
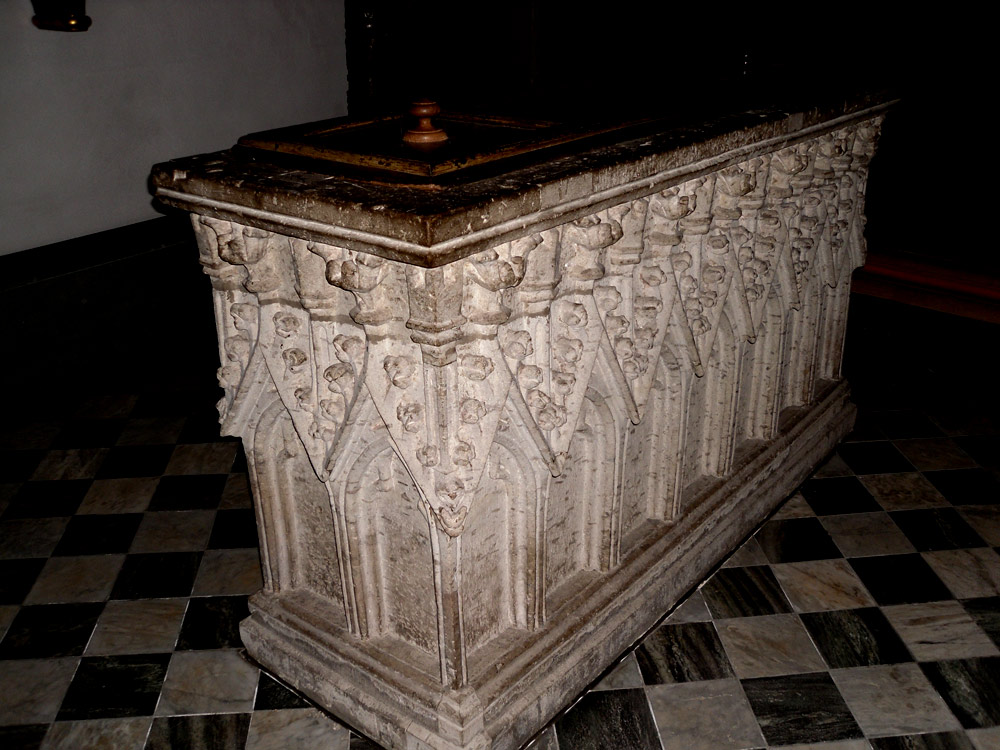
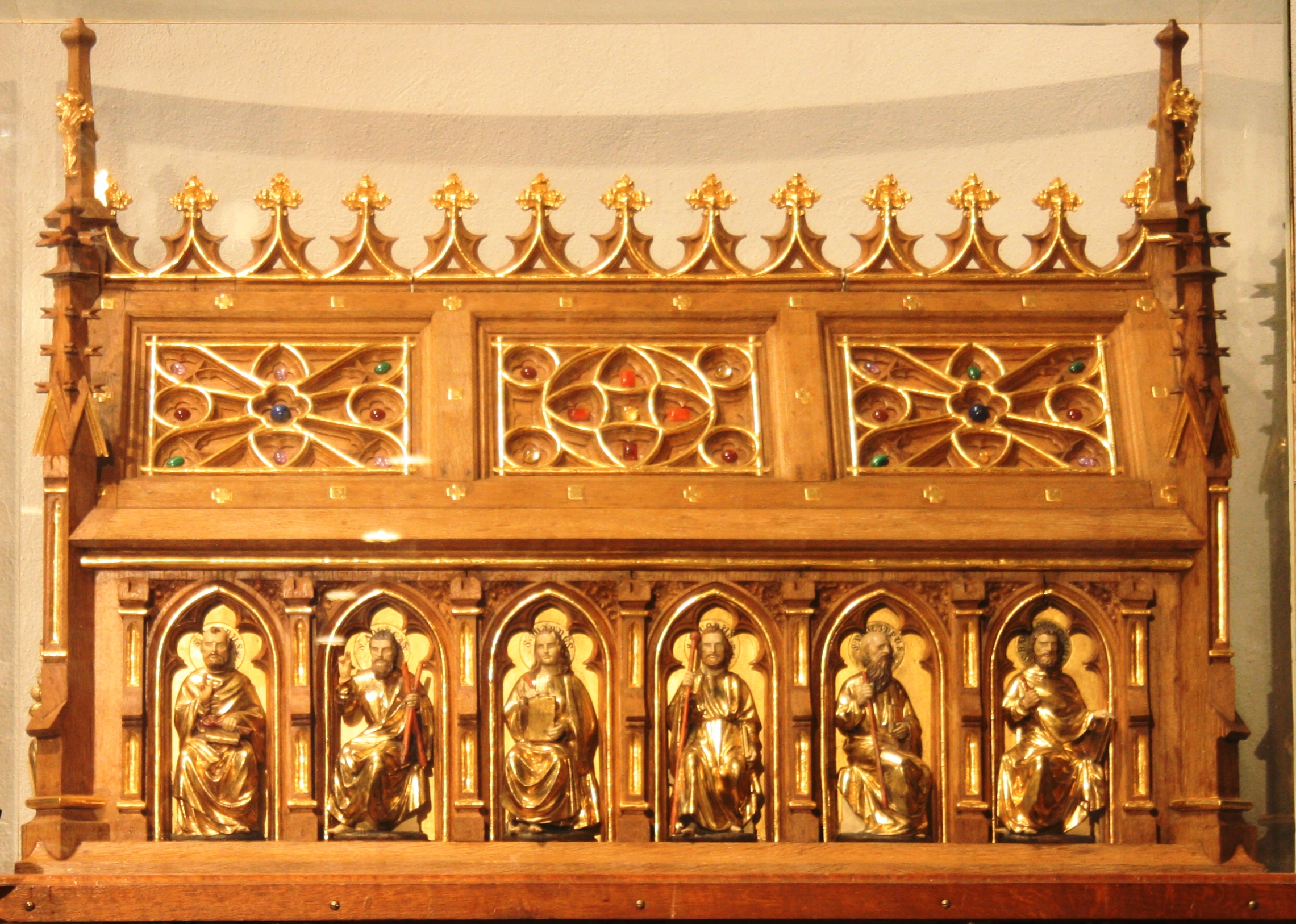
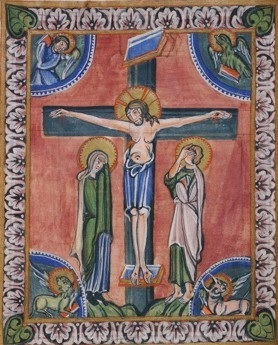